# Spelbord (musik)
Spelbord eller tangentbord är den plats där handhavaren manövrerar sitt tangentinstrument eller sin maskin. För klavikord, spinett, piano och flygel motsvaras detta av klaviaturen, klavikord kan understundom ha två klaviaturer. Hos orgel och cembalo finns ofta flera klaviaturer; de som är avsedda för händerna benämnes manualer och den för fötterna pedal.

## Orgel

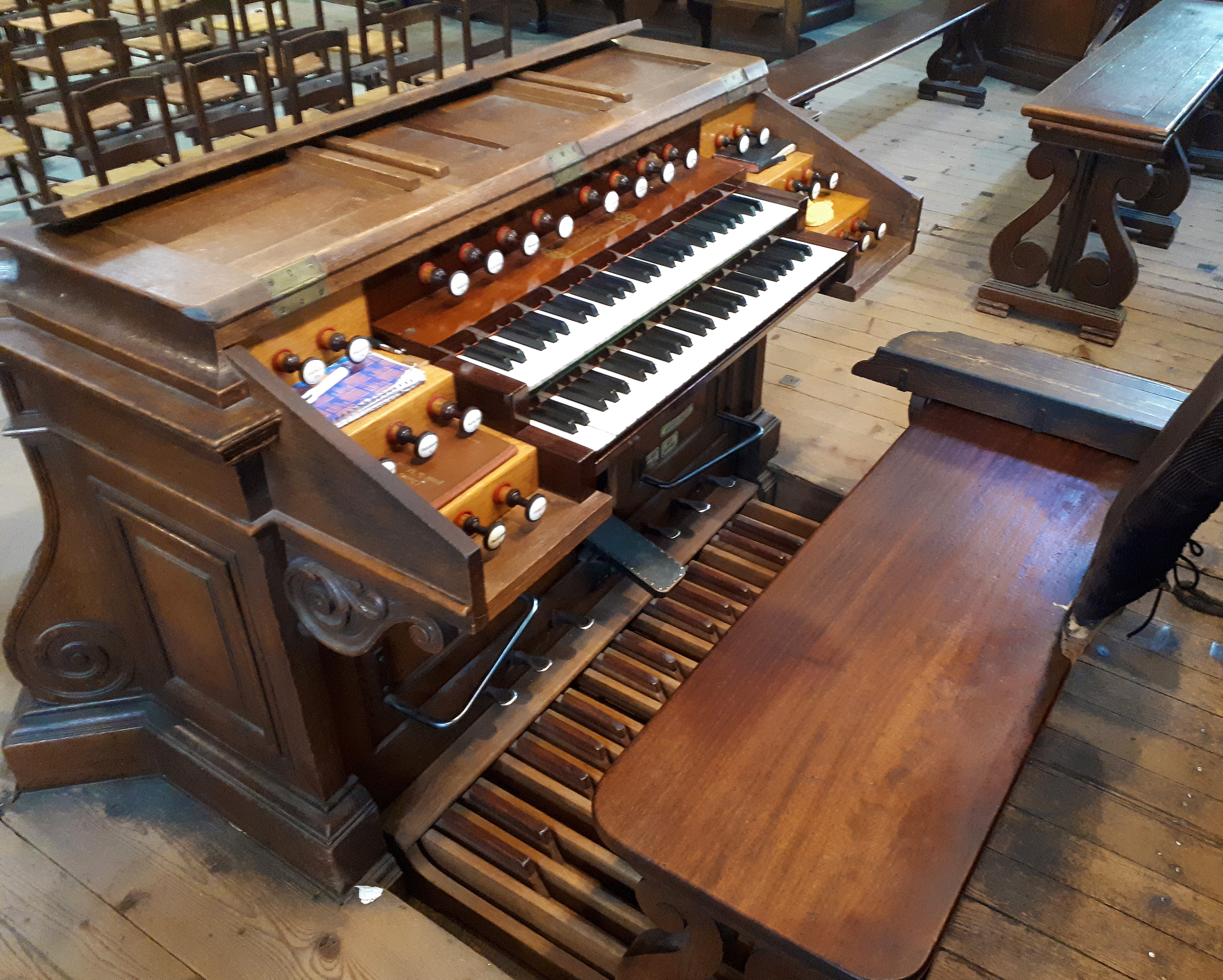
Kororgelns spelbord i Saint-Sulpice i Paris är fristående och mekaniskt. Registerandragen är ordnade horisontellt i terrassform över och vid sidorna om manualerna. Notstället är löstagbart. Ovanför pedalen skymtas trampor som styr koppel och spärrventiler samt en crescendosvällare.

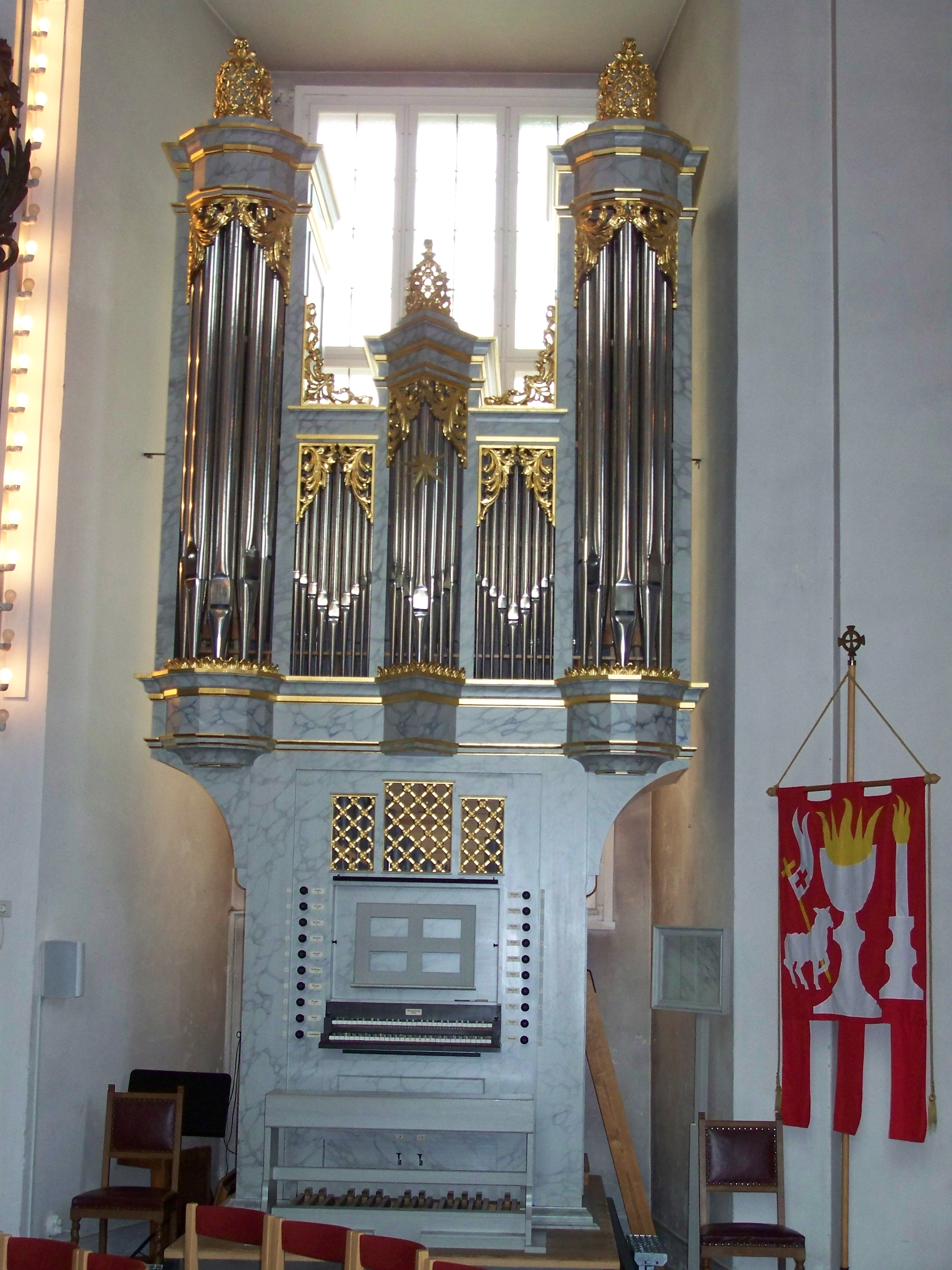
Kororgeln i Kalmar domkyrka har ett mekaniskt spelbord som är inbyggt i orgelhuset. Registerandragen sitter vertikalt vid manualernas sidor. Ovanför pedalen skymtas två trampor som styr pedalkopplen.

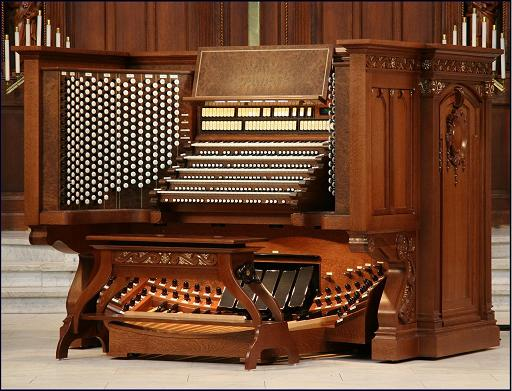
Spelbordet till en amerikansk orgel. Under notstället syns registervippor. Under och mellan manualerna finns tryckknappar som styr registerkombinationer. Ovanför pedalen finns svällare och tryckknappar som manövreras av organistens fötter.

Orgelns spelbord är uppbyggd kring dess manual(er) samt eventuell pedal och manubrier. Organisten sitter på en avlång orgelbänk som sträcker sig över pedalklaviaturen, om sådan finnes. Över manualerna finns i regel ett notställ. Orgelns registerandrag kan vara placerade vertikalt eller horisontellt vid manualernas sidor, alternativt horisontellt över eller under notstället. Andragen kan vara utformade som utdragbara spakar, som vippor eller som tryckknappar. Dessa kan manövrera aktivering av bland annat stämmor, tremulanter och koppel. På vissa barockorglar med ryggpositiv kan registerandrag även vara placerade bakom organistens rygg för att styra verkets stämmor.
Strax ovanför pedalen finns ofta fotmanövrerade trampor och tryckknappar som kan styra koppel, registerkombinationer eller andra funktioner i orgeln. I många fall finns även balanstrampor som manövrerar crescendosvällare och registersvällare. Under och mellan manualerna kan det likväl finnas mindre tryckknappar som styr olika funktioner.
Spelbordet kan vara infällt i orgelns fasad, antingen på orgelns kortsida eller långsida, så att organisten sitter vänd in mot orgelhuset. Det kan även vara av s.k. fristående typ, där spelbordet är byggt som en enskild enhet och organisten sitter med ryggen mot orgeln. Om spelbordets traktur och registratur är av mekanisk eller pneumatisk typ är det alltid fast förbundet med orgelverket. Är spelbordet istället av elektrisk typ kan det vara flyttbart, då kontakten med själva instrumentet sker via elektriska kablar eller fiberoptik. Hos vissa orglar kan det förutom ett fast spelbord finnas ett fjärrspelbord av elektrisk typ, vilket manövrerar en exempelvis mekanisk orgel som kompletterats med komponenter för elektrisk fjärrstyrning.